# Antonio Pérez Barrera
Antonio Pérez Barrera (Cadereyta de Montes, Querétaro, México), de profesión veterinario, es un político mexicano exmiembro del Partido Acción Nacional Renunció al Partido Acción Nacional en enero de 2011, fue elegido alcalde de Cadereyta de Montes en 2009. Siendo el presidente que gestionara el título de Pueblo Mágico a Cadereyta de Montes.
Realizó su formación académica en la Universidad de La Salle Bajío, está casado, siendo su cónyuge María del Carmen Leal Zamorano. Fue nombrado presidente municipal el 1 de octubre de 2009 para el trienio 2009-2012, tras vencer su partido en las elecciones celebradas el 5 de julio, sucediendo en el cargo a Abelardo Antonio Ledesma Fregoso.